# Мецімотльхабе
Мецімотльхабе (англ. Metsimotlhabe) — населений пункт сільського типу в окрузі Квененг Ботсвани. Село розташоване 20 км на північний захід від Габороне, по дорозі Габороне – Молепололе. Населення за переписом 2011 року становило 8884 особи.
Село є домом для приватної лікарні LenMed Health Bokamoso, заснованої в 2010 році та раніше відомої як лікарня Bokamoso.

## Географічне положення
Село розташоване в південно-східній частині округу, приблизно в 20 км на північний захід від столиці країни, міста Габороне, на висоті 997 м над рівнем моря. Розкинулось вздовж автомобільної дороги, що веде з Габороні в Молепололі.

## Населення
За даними перепису 2011 року населення села складає 8884 особи.
Динаміка чисельності населення села за роками:
| 1991 | 2001 | 2011 | 2013 |
| ---- | ---- | ---- | ---- |
| 1586 | 4056 | 8884 | 9185 |